# Jalifa bin Salman Al Jalifa
Jalifa bin Salman Al Jalifa (خليفة بن سلمان آل خليفة, en árabe) (Al Jasra, Baréin; el 24 de noviembre de 1935 – Rochester, Minesota, Estados Unidos; el 11 de noviembre de 2020) fue el primer ministro del antiguo emirato, actual reino de Baréin, desde el 10 de enero de 1970 hasta su fallecimiento el 11 de noviembre de 2020 a los 84 años. Perteneció a la dinastía reinante de los Al Jalifa.

## Biografía
Fue el segundo hijo del jeque Salman bin Hamad al Jalifa, décimo emir de Baréin, y tío del actual emir. Su madre fue la jequesa Mouza bint Hamad Al Jalifa.
Aunque no recibió una educación reglada, su experiencia en el control de las finanzas y seguridad del país y su habilidad para los negocios le convierten en una de las personas de mayor influencia del país, así como una de las más ricas. Desde 1954 recibió diversas responsabilidades y ocupó varios cargos en el gobierno de Baréin, entre ellos: presidente del Consejo de Educación (1957), presidente de la Dirección de Finanzas de Baréin (1960-1966), presidente del Consejo Municipal de Manama (1962-1967), presidente del Consejo de Estado (1966), presidente de la Junta Monetaria de Baréin, presidente del Consejo Científico, presidente del Consejo Supremo de Defensa, presidente del Consejo Supremo del Petróleo, presidente del Consejo de la Función Pública, presidente del Consejo Supremo del Desarrollo Económico.
Fue nombrado primer ministro de Baréin por su hermano el emir Isa bin Salman Al Jalifa en 1970, desde la independencia de este reino del Imperio británico, momento desde el que ostenta ese cargo. El 16 de diciembre de 1971 fue nombrado primer ministro de Baréin. Esto le hizo ser el primer ministro con más años en activo de todo el mundo.
Estaba casado con su prima, la jequesa Hessa bint Ali Al Jalifa, con quien contrajo matrimonio en Al Muharraq. Padre de tres hijos, dos varones y una mujer: el jeque Ali bin Jalifa Al Jalifa, el jeque Salman bin Jalifa Al Jalifa y la jequesa Lulwa bint Jalifa Al Jalifa. El primogénito, el jeque Mohammad bin Jalifa Al Jalifa, falleció en 1974.
Fallece el 11 de noviembre de 2020 en la Clínica Mayo de Minesota, Estados Unidos, por causas que no se han hecho públicas, a los 84 años.
Su mandato como primer ministro duró 48 años y 331 días.

## Títulos y estilos
| ● 24 de noviembre de 1935-20 de febrero de 1942: | Jeque Jalifa bin Salman Al Jalifa                      |
| ● 20 de febrero de 1942-21 de octubre de 2009:   | Su excelencia el jeque Jalifa bin Salman Al Jalifa     |
| ● 21 de octubre de 2009-11 de noviembre de 2020: | Su alteza real el príncipe Jalifa bin Salman Al Jalifa |

## Distinciones honoríficas[2]

### Distinciones honoríficas bareinianas
- Caballero de Primera Clase de la Orden de al-Khalifa (19/10/1976).
- Caballero Gran Collar de la Orden de al-Khalifa (19/12/1979).
- Caballero de Clase Especial de la Orden del Jeque Isa bin Salman Al Jalifa (21/10/2009).
- Caballero de Primera Clase de la Orden del Renacimiento del Rey Hamad (13/12/2009).

### Distinciones honoríficas extranjeras
- Caballero de Segunda Clase de la Orden de los Dos Ríos (Reino Hachemita de Irak, 03/04/1952).
- Comandante de Primera Clase de la Orden de Dannebrog (Reino de Dinamarca, 1957).
- Gran Oficial de la Orden Nacional del Cedro (República Libanesa, 1958).
- Caballero gran cruz de la Orden de Isabel la Católica (Reino de España, 04/12/1981).[3]
- Caballero Gran Cordón de la Suprema Orden del Renacimiento (Reino Hachemita de Jordania, 30/01/1999).
- Gran comandante de la Orden de la Defensa del Reino [SMN] (Reino de Malasia, 30/01/2001).
- Caballero gran collar de la Orden de Sikatuna (República de Filipinas, 11/11/2001).
- Caballero gran cordón de la Orden del Elefante Blanco (Reino de Tailandia, (12/04/2003).
- Gran oficial de la Legión de Honor (República Francesa, 21/02/2004).
- Caballero gran cruz de la Orden de Ouissam Alaouite (Reino de Marruecos, 23/03/2004).
- Caballero gran collar de la Orden de Lakandula (República de Filipinas, 04/01/2007).